# Riquet à la houppe (roman)
Pour les articles homonymes, voir Riquet à la houppe.
Riquet à la houppe  est le vingt-cinquième roman d’Amélie Nothomb publié le 17 août 2016 aux éditions Albin Michel. Il s'agit d'une réécriture du célèbre conte homonyme de Charles Perrault paru dans son recueil Histoires ou contes du temps passé, avec des moralités en 1697.

## Accueil de la critique
À sa parution, le roman est globalement bien accueilli par la critique littéraire, Le Soir, Libération et Le Journal de Québec se rejoignant pour considérer qu'Amélie Nothomb « revisite un conte célèbre, en lui donnant une saveur contemporaine inimitable ».

## Éditions
- Éditions Albin Michel, 2016  (ISBN 9782226328779), 198 p.
- Le Livre de poche, 2018  (ISBN 9782253073673), 185 p.